# Alphonce Simbu
Alphonce Felix Simbu (né le 14 février 1992 à Singida) est un athlète tanzanien, spécialiste du marathon.
Il termine 5e du marathon des Jeux olympiques de Rio en 2016 et décroche la médaille de bronze du marathon lors des Championnats du monde 2017 à Londres.

## Palmarès
| Année | Compétition                        | Lieu           | Place | Épreuve  |
| ----- | ---------------------------------- | -------------- | ----- | -------- |
| 2015  | Championnats du monde d'athlétisme | Pékin          | 12e   | Marathon |
| 2016  | Jeux olympiques                    | Rio de Janeiro | 5e    | Marathon |
| 2017  | Championnats du monde d'athlétisme | Londres        | 3e    | Marathon |
| 2019  | Championnats du monde d'athlétisme | Doha           | 16e   | Marathon |
| 2019  | Jeux mondiaux militaires           | Wuhan          | 2e    | Marathon |
| 2022  | Jeux du Commonwealth               | Birmingham     | 2e    | Marathon |

### Records
| Épreuve       | Performance    | Lieu           | Date             |
| ------------- | -------------- | -------------- | ---------------- |
| Semi-marathon | 1 h 0 min 3 s  | Ras el Khaïmah | 19 février 2022  |
| Marathon      | 2 h 5 min 39 s | Shanghai       | 26 novembre 2023 |